# Helmut Kallmann
Helmut Max Kallmann (geboren 7. August 1922 in Berlin; gestorben 12. Februar 2012 in Ottawa) war ein kanadischer Musikhistoriker und Bibliothekar.

## Leben

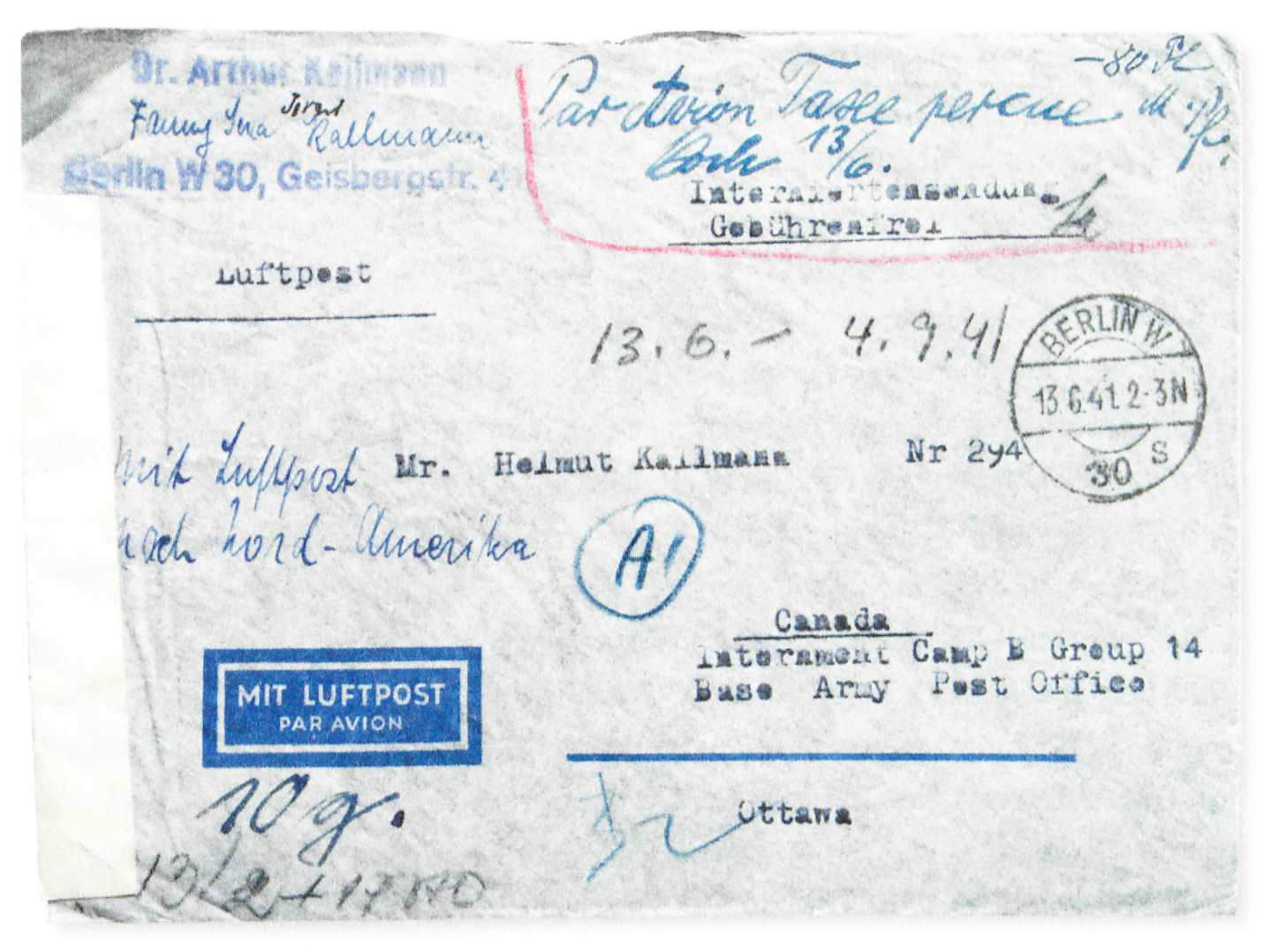
Arthur Kallmann an Helmut Kallmann, 13. Juni 1941

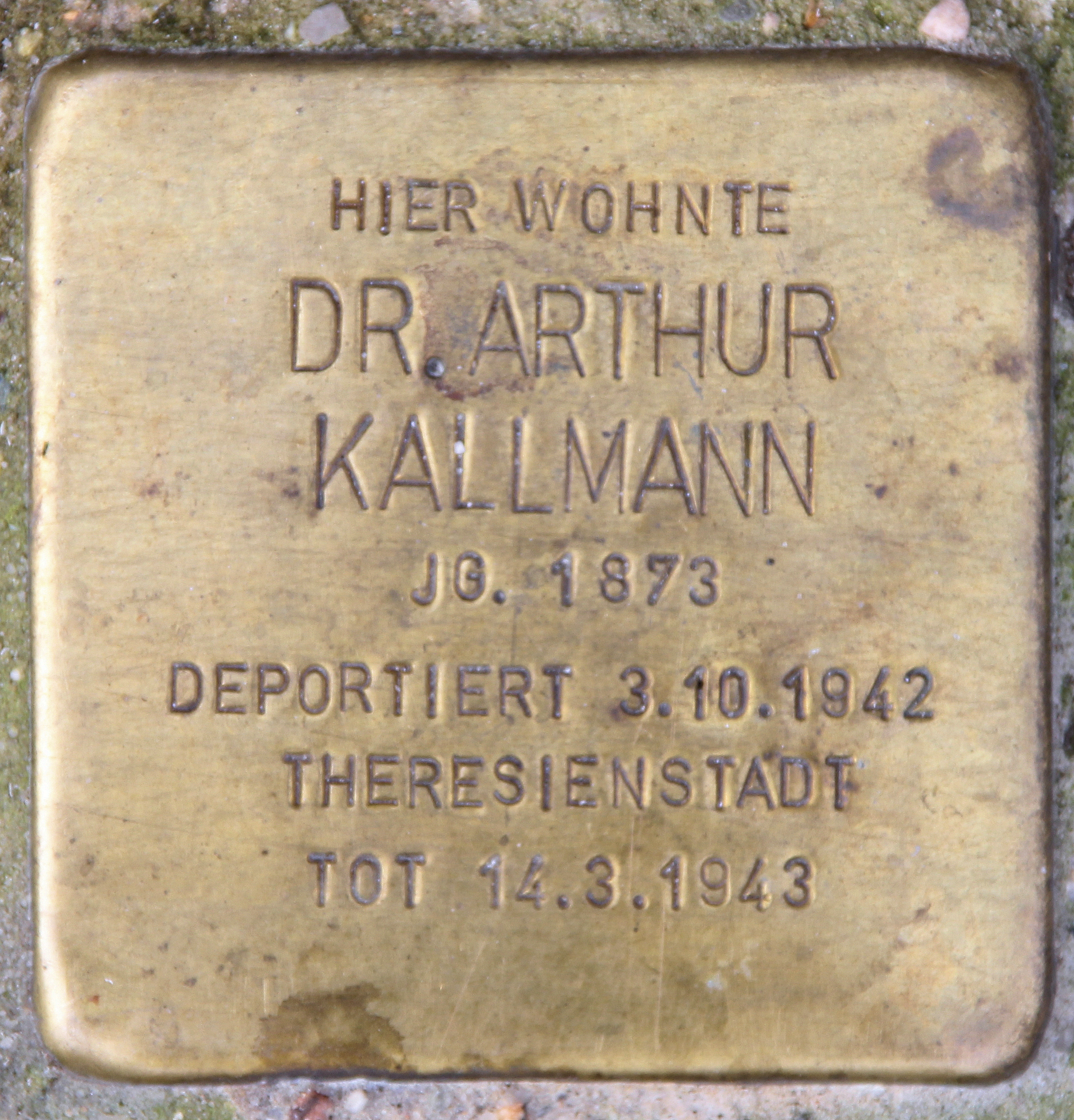
Stolperstein für Arthur Kallmann in der Berliner Geisbergstraße

Helmut Kallmanns Vater war der Rechtsanwalt Arthur Kallmann (1873–1943) in Berlin, der Herausgeber des „Deutschen Juristen-Kalenders“. Helmut musste nach der Machtübergabe an die Nationalsozialisten 1933 das Realgymnasium verlassen und die Jüdische Oberschule der Berliner jüdischen Gemeinde besuchen. Seinen ersten Musikunterricht erteilte ihm sein Vater. Nach den Novemberpogromen wurde er als Sechzehnjähriger 1939 mit einem Kindertransport nach Großbritannien gerettet. Sein Vater wurde im Ghetto Theresienstadt ermordet, seine Mutter Fanny Paradies (1894–1944) im KZ Auschwitz, ebenso seine Schwester Eva im Ghetto Riga. Helmut Kallmann heiratete 1955 die Schauspielerin Ruth Singer, sie hatten keine Kinder.
Kallmann wurde bei Kriegsausbruch als Enemy Alien interniert und im Juli 1940 nach Kanada deportiert, wo er bis 1943 in einem Kriegsgefangenenlager lebte. Ab 1944 konnte er in Toronto in einem Buchladen arbeiten und hatte Klavierunterricht bei Naomi Adaskin, Florence Steinhauer und Greta Kraus. Von 1946 bis 1949 studierte er Musik an der University of Toronto. Während des Studiums begann er sich um kanadische Komponisten zu kümmern, da diese im Curriculum keine Erwähnung fanden.
Im Jahr 1946 erwarb Kallmann die kanadische Staatsbürgerschaft.
Er wurde 1950 Bibliothekar beim Radiosender Canadian Broadcasting Corporation (CBC), ab 1962 leitend. 1965 organisierte er eine CBC Radio Dokumentarserie Music in Canada. Danach leitete er von 1970 an die Musikabteilung der Kanadischen Nationalbibliothek, die er erst einmal aufbauen half.
Kallmann war Mitherausgeber der Encyclopedia of Music in Canada zwischen 1981 und 1992. Er bearbeitete die Biografien der kanadischen Komponisten Joseph Quesnel, Theodore F. Molt, Healey Willan und James P. Clarke, sorgte für die Aufführung von Musik kanadischer Musiker und führte 1988 eine Ausstellung zu Glenn Gould durch. Ab 1975 war er Lehrbeauftragter an der Carleton University. Er schrieb auch Beiträge für die deutsche Enzyklopädie Die Musik in Geschichte und Gegenwart, darin 2003 auch den über sich selbst.

## Ehrungen
- 1977 "Médaille du Conseil canadien de la musique"
- 1986 Berufen in den Order of Canada
- 2000–2012 Le Prix Helmut Kallmann, fünfmal verliehen von der "Association canadienne des bibliothèques, archives et centres de documentation musicaux" (ACBM)

## Schriften (Auswahl)
- Catalogue of Canadian Composers. Canadian Broadcasting Corporation, CBC, Toronto 1952
- Kanada. In: Die Musik in Geschichte und Gegenwart (MGG), Kassel 1958
- A History of Music in Canada 1534–1914. Toronto 1960, wieder mit Ergänzungen 1987
- mit Gilles Potvin, Kenneth Winters (Hrsg.): Encyclopedia of Music in Canada. University of Toronto Press, Druckausgabe 1981, 2. Aufl. 1992[3]
- The German Contribution to Music in Canada. A Bibliography. In: Deutsch-kanadisches Jahrbuch – German-Canadian Yearbook. University of Toronto Press, 1983, ISSN 0316-8603 S. 228–233.
  - The German Contribution to Music in Canada, ebd. Band 2, 1975, S. 108–120.
- John Beckwith, Robin Elliott Hgg.: Mapping Canada's Music. Selected Writings of Helmut Kallmann. Wilfrid Laurier University Press, Waterloo (Ontario) 2013, ISBN 1-55458-891-X.